# Bring to front
Bring To Front je slovenski podcast o oblikovanju, ki ga vodita Denis Adanalić in Emil Kozole. Ime Bring To Front izhaja iz bližnjice v oblikovalskih programih, kjer je določena stvar postavljena v ospredje.

## Vsebina
Podcast je nastal kot komentar na pomanjkanje kritičnega diskurza na področju oblikovanja v Sloveniji. Prva epizoda je bila posneta januarja 2020, z voditeljema Denisom Adanalićem in Emilom Kozoletom. Emil Kozole je slovenski grafični oblikovalec, Denis Adanalić je diplomirani filozof. Spoznala sta se kot člana oblikovalskega studia Ljudje. 

### Segmenti in gosti
Podcast ima dva različna segmenta: Oblikovanje - analize določene teme iz oblikovalske perspektive in Front to Back - kratek pregled aktualnega dogajanja na področju oblikovanja. Bivši gosti na oddaji so bili: Klara Otorepec, Petar Perčić, Nejc Prah, Filip Đurić, Jurij Lozić, Danijel Hočevar, Ester Ivakič, Ana Kreč, Tadej Vaukman in Tomaž Zaniuk.

### Tehnični podatki
Oddaja Bring To Front je ponavadi dolga med 20 in 40 minut. Glasbeno opremo dela Luka Lah, član skupine Matter. Epizode so na voljo na platformah Soundcloud, Itunes in Spotify.